# Раннакюла (Елва)
Ра́ннакюла (ест. Rannaküla) — село в Естонії, у волості Елва повіту Тартумаа.

## Населення
Чисельність населення на 31 грудня 2011 року становила 45 осіб.

## Географія
Село лежить на східному березі найбільшого в Естонії внутрішнього озера Виртс'ярв.
Від населеного пункту починаються автошляхи 22175 (Валґута — Раннакюла) та 22176 (Валлапалу — Раннакюла).

## Історія
До 24 жовтня 2017 року село входило до складу волості Ринґу.